# PatchMatch

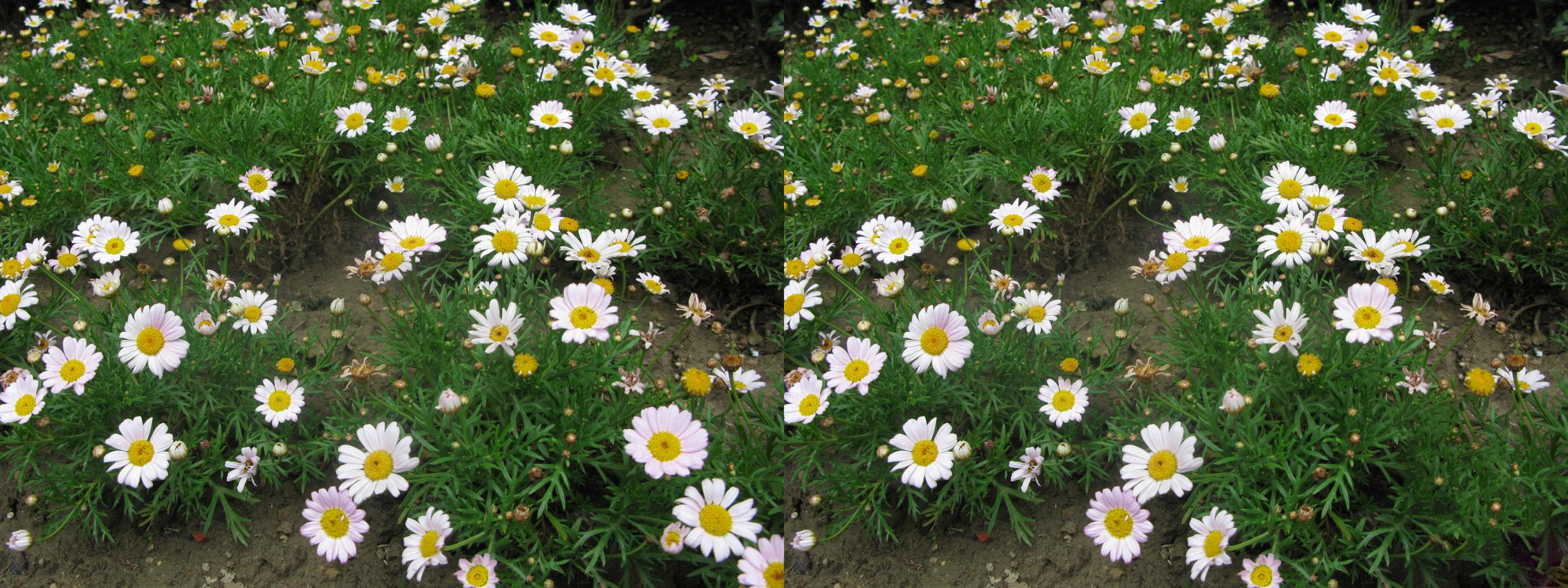
Квіти у нижньому правому куті видалені за допомогою алгоритму PatсhMatсh

PatchMatch - це алгоритм швидкого знаходження відповідностей між невеликими квадратними ділянками зображення (або патчами) . Алгоритм може бути використано у різних додатках, таких як видалення об’єктів із зображень, перестановка або переміщення вмісту зображень, перенацілювання або зміна співвідношення сторін зображень, оцінка оптичного потоку або стерео відповідність .

## Алгоритм
Метою алгоритму є знаходження поля найближчих сусідів(nearest-neighbor field, {\displaystyle NNF}) що є картою зсувів - кожній точці одного зображення відповідає точка іншого зображення зсунута на значення відповідної точки у {\displaystyle NNF}. Для ділянки зображення із певними координатами неважко знайти  відповідну ділянку на іншому зображенні шляхом перевірки усіх можливих зсувів. Однак, якщо необхідно знайти відповідність для всіх ділянок задача стає дуже обчислювальноскладною . Тому алгоритм виконується у рандомізований підхід для прискорення швидкості обчислень. Алгоритм має три основні складові. Спочатку поле найближчого сусіда заповнюється або випадковими зміщеннями, або деякою попередньою інформацією. Далі до NNF застосовується ітеративний процес оновлення, в якому хороші зсуви патчів розповсюджуються на сусідні пікселі, після чого винокується випадковий пошук в околицях найкращого зміщення.

### Функція відповідності
У якості критерію відповідності D двох патчей f та g можна використати різні функції. Найбільш вживаними є:
Сума квадратів різниць (Sum of Squared Differences, SSD).
{\displaystyle D=\sum _{i,j\in R}(f(i,j)-g(i,j))^{2}}
Сума модулей різниць (Sum of Absolute Differences, SAD).
{\displaystyle D=\sum _{i,j\in R}|(f(i,j)-g(i,j))|}
Сума квадратів різниць або сума модулей різниць із нульовим середнім (ZSSD, ZSAD) - для кожного патча визначається та видаляється середнє значення.
{\displaystyle D=\sum _{i,j\in R}((f(i,j)-{\hat {f}})-(g(i,j)-{\hat {g}}))^{2}}
Нормалізована взаємна кореляція (Normalized Cross Correlation, NCC)
{\displaystyle D={\frac {\sum _{i,j\in R}f(i,j)*g(i,j)}{{\hat {f}}*{\hat {g}}}}}

### Ініціалізація
При ініціалізації з випадковими зсувом використовуються незалежні однорідні вибірки по всьому діапазону зображення {\displaystyle B}. Цей алгоритм дозволяє обійтися без початкового припущення щодо відповідностей на зображеннях, а також має властивість уникати потрапляння у локальні мінімуми.

### Ітерація
Після ініціалізації алгоритм ітеративно виконує  поліпшення поля найближчих сусідів. Кожна ітерація послідовно опрацьовує пікселі зображення в фіксованому порядку (зліва направо, згори до долу) і включає дві фази - поширення та випадкового пошуку.

### Поширення
На цій фазі ми намагаємось вдосконалити {\displaystyle f(x,y)} в точці (х, у) використовуючи відомі зсуви сусідів {\displaystyle f(x-1,y)} та {\displaystyle f(x,y-1)}, припускаючи, що зсуви патчів, ймовірно, будуть однаковими. Тобто алгоритм приймає в якості нового значення {\displaystyle f(x,y)} таке, що мінімізує {\displaystyle \arg \min \limits _{(x,y)}{D(f(x,y)),D(f(x-1,y)),D(f(x,y-1))}} . Тож якщо {\displaystyle f(x,y)} має правильне значення зсуву і знаходиться у когерентній області {\displaystyle R}, то всі пікселі з {\displaystyle R} знизу та праворуч від {\displaystyle f(x,y)} будуть заповнені правильним значенням зсуву. Крім того, часто для парних  ітерації напрямок поширення інвертується і вишукуються нові значення як{\displaystyle \arg \min \limits _{(x,y)}\{D(f(x,y)),D(f(x+1,y)),D(f(x,y+1))\}} .

### Випадковий пошук
Позначимо через {\displaystyle v_{0}=f(x,y)} поточне значення зсуву. Для кожної точки ми намагаємось покращити {\displaystyle f(x,y)} шляхом тестування декількох кандидатів, зсув від яких до {\displaystyle v_{0}} між кроками пошуку експоненційно спадає:
{\displaystyle u_{i}=v_{0}+w\alpha ^{i}R_{i}}
де {\displaystyle R_{i}} є рівномірно розподіленим випадковим числом із діапазону {\displaystyle [-1,1]\times [-1,1]}, {\displaystyle w} - початковий радіус вікна пошуку кандидата, що дорівнює розміру зображення (якщо відсутня додаткова інформація, що обмежує діапазон пошуку) і {\displaystyle \alpha } є фіксованим коефіцієнтом зменшення вікна пошуку між ітераціями, значення якого часто береться як 1/2. Ця частина алгоритму дозволяє {\displaystyle f(x,y)} вистрибнути з локального мінімуму шляхом випадкового процесу.

### Критерії зупинки
Часто у якості критерію зупинки закладається максимальне число ітерацій, як правило 4 ~ 5. Навіть при невеликій кількості ітерацій алгоритм працює дуже добре. Також у якості критерію можна встановити максимальне значення похибки.